# شيبشيوانا (إنديانا)
شيبشيوانا (بالإنجليزية: Shipshewana town, Indiana)‏ هي بلدة تقع بولاية إنديانا في الولايات المتحدة. تبلغ مساحتها 3.53 كم2، وترتفع عن سطح البحر 272 م، بلغ عدد سكانها 658 نسمة في عام 2010 حسب إحصاء مكتب تعداد الولايات المتحدة وتصل الكثافة السكانية فيها 186.4 نسمة لكل كيلومتر مربع (482.8/ميل2).

## التركيبة السكانية
حدّد مكتب تعداد الولايات المتحدة بيانات التركيبة السكانية لشيبشيوانا في تعداد الولايات المتحدة. في ما يلي، التركيبة السكانية حسب تعدادي 2000 و2010.

### تعداد عام 2000
بلغ عدد سكان شيبشيوانا 536 نسمة بحسب تعداد عام 2000، وبلغ عدد الأسر 235 أسرة وعدد العائلات 150 عائلة مقيمة في البلدة. في حين سجلت الكثافة السكانية 151.8 نسمة لكل كيلومتر مربع (393.2/ميل2). وبلغ عدد الوحدات السكنية 251 وحدة بمتوسط كثافة قدره 71.1 لكل كيلومتر مربع (184.1/ميل2).
وتوزع التركيب العرقي للبلدة بنسبة 97.57% من البيض و0.37% من الأمريكيين الأفارقة و0.19% من الأمريكيين الأصليين و0.19% من الأعراق الأخرى و1.68% من عرقين مختلطين أو أكثر و1.12% من الهسبانيون أو اللاتينيون من أي عرق.
بلغ عدد الأسر 235 أسرة كانت نسبة 30.6% منها لديها أطفال تحت سن الثامنة عشر تعيش معهم، وبلغت نسبة الأزواج القاطنين مع بعضهم البعض 48.1% من أصل المجموع الكلي للأسر، ونسبة 12.3% من الأسر كان لديها معيلات من الإناث دون وجود شريك،  بينما كانت نسبة 3.4% من الأسر لديها معيلون من الذكور دون وجود شريكة وكانت نسبة 36.2% من غير العائلات. تألفت نسبة 33.6% من أصل جميع الأسر من عدة أفراد يعيشون في نفس المنزل ونسبة 17.4% كانت تتألف من شخص يعيش بمفرده يبلغ من العمر 65 عاماً أو أكثر. وبلغ متوسط حجم الأسرة المعيشية 2.28، أما متوسط حجم العائلات فبلغ 2.86.
بلغ العمر الوسطي للسكان 36.3 عاماً. وكانت نسبة 24.1% من القاطنين تحت سن الثامنة عشر، وكانت نسبة 12.7% بين الثامنة عشر والرابعة والعشرين عاماً، ونسبة 21.3% كانت واقعةً في الفئة العمرية ما بين الخامسة والعشرين والرابعة والأربعين عاماً، ونسبة 23.9% كانت ما بين الخامسة والأربعين والرابعة والستين، ونسبة 18.1% كانت ضمن فئة الخامسة والستين عاماً فما فوق. يوجد لكل 100 أنثى 79.3 ذكر، ويوجد لكل 100 أنثى في الثامنة عشر من عمرها فما فوق 79.3 ذكر.
بلغ متوسط دخل الأسرة في البلدة 30,156 دولارًا، أما متوسط دخل العائلة فبلغ 53,214 دولارًا. وكان متوسط دخل الذكور 36,875 دولارًا مقابل 22,750 دولارًا للإناث. وسجل دخل الفرد الخاص بالبلدة 26,270 دولارًا. وكانت نسبة 6% من العائلات ونسبة 8% من السكان تحت خط الفقر، وكان من هؤلاء نسبة 2.9% تحت سن الثامنة عشر ونسبة 20.8% في الخامسة والستين من العمر وما فوق.

### تعداد عام 2010
بلغ عدد سكان شيبشيوانا 658 نسمة بحسب تعداد عام 2010، وبلغ عدد الأسر 297 أسرة وعدد العائلات 177 عائلة مقيمة في البلدة. في حين سجلت الكثافة السكانية 186.4 نسمة لكل كيلومتر مربع (482.8/ميل2). وبلغ عدد الوحدات السكنية 339 وحدة بمتوسط كثافة قدره 96 لكل كيلومتر مربع (248.6/ميل2).
وتوزع التركيب العرقي للبلدة بنسبة 98.33% من البيض و0.15% من الأمريكيين الأفارقة و0.46% من الأمريكيين الأصليين و0.15% من الأمريكيين ذوي الأصول الآسيوية و0.30% من الأعراق الأخرى و0.61% من عرقين مختلطين أو أكثر و0.76% من الهسبانيون أو اللاتينيون من أي عرق.
بلغ عدد الأسر 297 أسرة كانت نسبة 26.9% منها لديها أطفال تحت سن الثامنة عشر تعيش معهم، وبلغت نسبة الأزواج القاطنين مع بعضهم البعض 47.1% من أصل المجموع الكلي للأسر، ونسبة 9.8% من الأسر كان لديها معيلات من الإناث دون وجود شريك،  بينما كانت نسبة 2.7% من الأسر لديها معيلون من الذكور دون وجود شريكة وكانت نسبة 40.4% من غير العائلات. تألفت نسبة 36.4% من أصل جميع الأسر من عدة أفراد يعيشون في نفس المنزل ونسبة 14.8% كانت تتألف من شخص يعيش بمفرده يبلغ من العمر 65 عاماً أو أكثر. وبلغ متوسط حجم الأسرة المعيشية 2.22، أما متوسط حجم العائلات فبلغ 2.86.
بلغ العمر الوسطي للسكان 37.7 عاماً. وكانت نسبة 24.2% من القاطنين تحت سن الثامنة عشر، وكانت نسبة 9.7% بين الثامنة عشر والرابعة والعشرين عاماً، ونسبة 22.6% كانت واقعةً في الفئة العمرية ما بين الخامسة والعشرين والرابعة والأربعين عاماً، ونسبة 21.4% كانت ما بين الخامسة والأربعين والرابعة والستين، ونسبة 22% كانت ضمن فئة الخامسة والستين عاماً فما فوق. وتوزع التركيب الجنسي للسكان بنسبة 44.7% ذكور و55.3% إناث.

## وصلات خارجية
- الموقع الرسمي